# Lavreotikí
La Lauréotique ou Lavreotikí (en grec moderne : Λαυρεωτική) est une région et une municipalité située à l'extrême sud-est de la péninsule de l'Attique dans le district régional d'Attique de l'Est. Son siège municipal se trouve dans le district communal de Lávrio (Laurion).

## Histoire
La municipalité englobe une ancienne importante région minière (Mines du Laurion), principalement les localités de Lávrio et de Thorikos, des VIe, Ve et IVe siècles av. J.-C.

## Politique et administration
Le dème a été créé sous sa forme actuelle en 2011 dans le cadre du Programme Kallikratis, par la fusion de trois municipalités lesquelles sont devenus des districts communaux :
- Ágios Konstantínos
- Keratéa
- Lávrio

## Sources

## Compléments